# Lyons (Colorado)
Lyons és una població dels Estats Units a l'estat de Colorado. Segons el cens del 2000 tenia 1.585 habitants.

## Demografia
Segons el cens del 2000, Lyons tenia 1.585 habitants, 672 habitatges, i 436 famílies. La densitat de població era de 493,5 habitants per km².
Dels 672 habitatges en un 33,8% hi vivien nens de menys de 18 anys, en un 49,3% hi vivien parelles casades, en un 11,5% dones solteres, i en un 35,1% no eren unitats familiars. En el 25,7% dels habitatges hi vivien persones soles el 5,4% de les quals corresponia a persones de 65 anys o més que vivien soles. El nombre mitjà de persones vivint en cada habitatge era de 2,36 i el nombre mitjà de persones que vivien en cada família era de 2,85.
Per edats la població es repartia de la següent manera: un 24% tenia menys de 18 anys, un 6,9% entre 18 i 24, un 36,3% entre 25 i 44, un 26,8% de 45 a 60 i un 6,1% 65 anys o més.
L'edat mediana era de 38 anys. Per cada 100 dones de 18 o més anys hi havia 101,8 homes.
La renda mediana per habitatge era de 50.764 $ i la renda mediana per família de 58.750 $. Els homes tenien una renda mediana de 45.417 $ mentre que les dones 29.750 $. La renda per capita de la població era de 28.276 $. Entorn del 6,6% de les famílies i el 8,3% de la població estaven per davall del llindar de pobresa.

## Poblacions més properes
El següent diagrama mostra les poblacions més properes.